# Monumento a Bonaventura Cavalieri
Il monumento a Bonaventura Cavalieri è un'opera scultorea realizzata da Giovanni Antonio Labus (1806-1857) posta nel cortile d'onore del palazzo di Brera a Milano.

## Storia e descrizione
L'idea di dedicare una statua a Bonaventura Cavalieri, celebre matematico milanese ideatore tra le altre cose del principio di Cavalieri e della assonometria cavaliera, venne nel 1843 in previsione della sesta riunione degli scienziati italiani che si sarebbe tenuta nel 1844 a Milano proprio nel palazzo di Brera, sede dell'Istituto Lombardo di scienze, lettere e arti. Nel primo congresso, tenuto a Pisa, era stato inaugurato un simile monumento in onore di Galileo Galilei, maestro tra l'altro di Bonaventura Cavalieri.
In occasione del congresso allora, il presidente dell'istituto scrisse un appello affinché questo riconoscimento postumo venisse realizzato in onore del Cavalieri: tale proposta fu sottoscritta da moltissime personalità dell'epoca, tra cui il matematico Gabrio Piola: dato il successo della proposta, una commissione decretò infine che la scultura venisse realizzata dallo scultore Giovanni Antonio Labus, già segretario dell'istituto. Come fonte per la figura del matematico fu utilizzato il ritratto inserito nel Trattato della sfera (1682), che a sua volta riprendeva un ritratto eseguito dal pittore bolognese Giovanni Francesco Negri.
Nella scultura lo scienziato è rappresentato con l'abito caratteristico dei gesuati, ordine a cui egli apparteneva, mentre regge una sfera, argomento di uno dei suoi trattati.
Il monumento fu inaugurato l'11 settembre 1844.

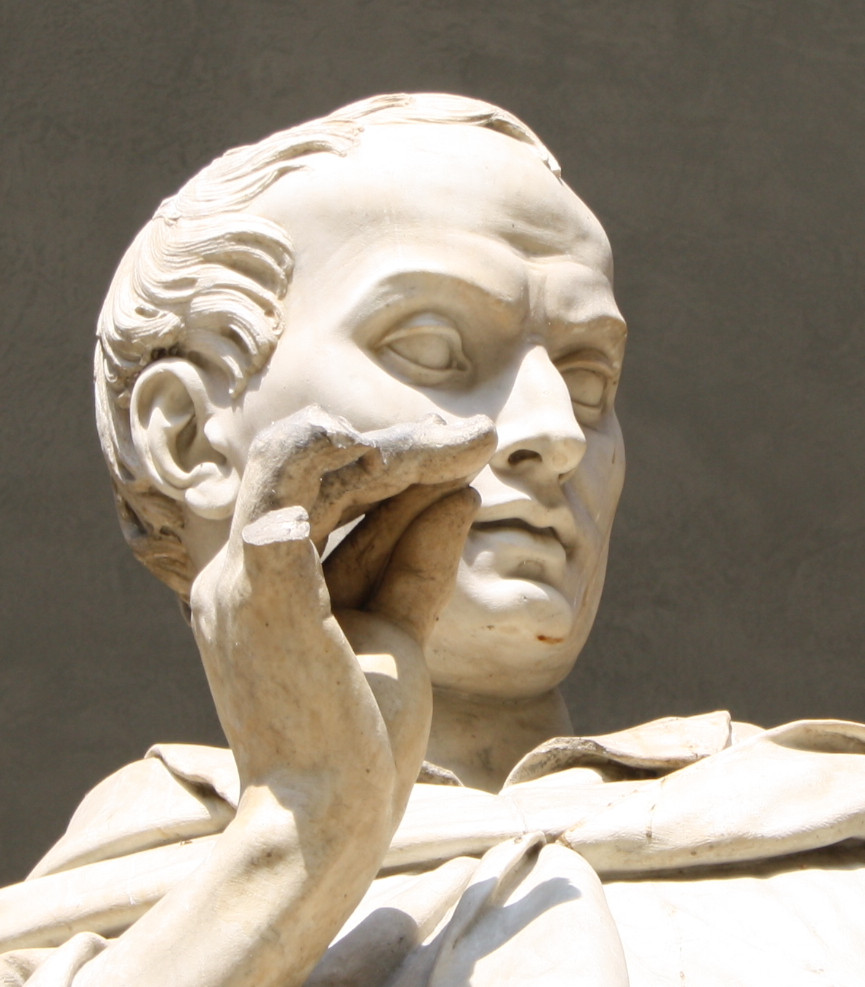
Dettaglio
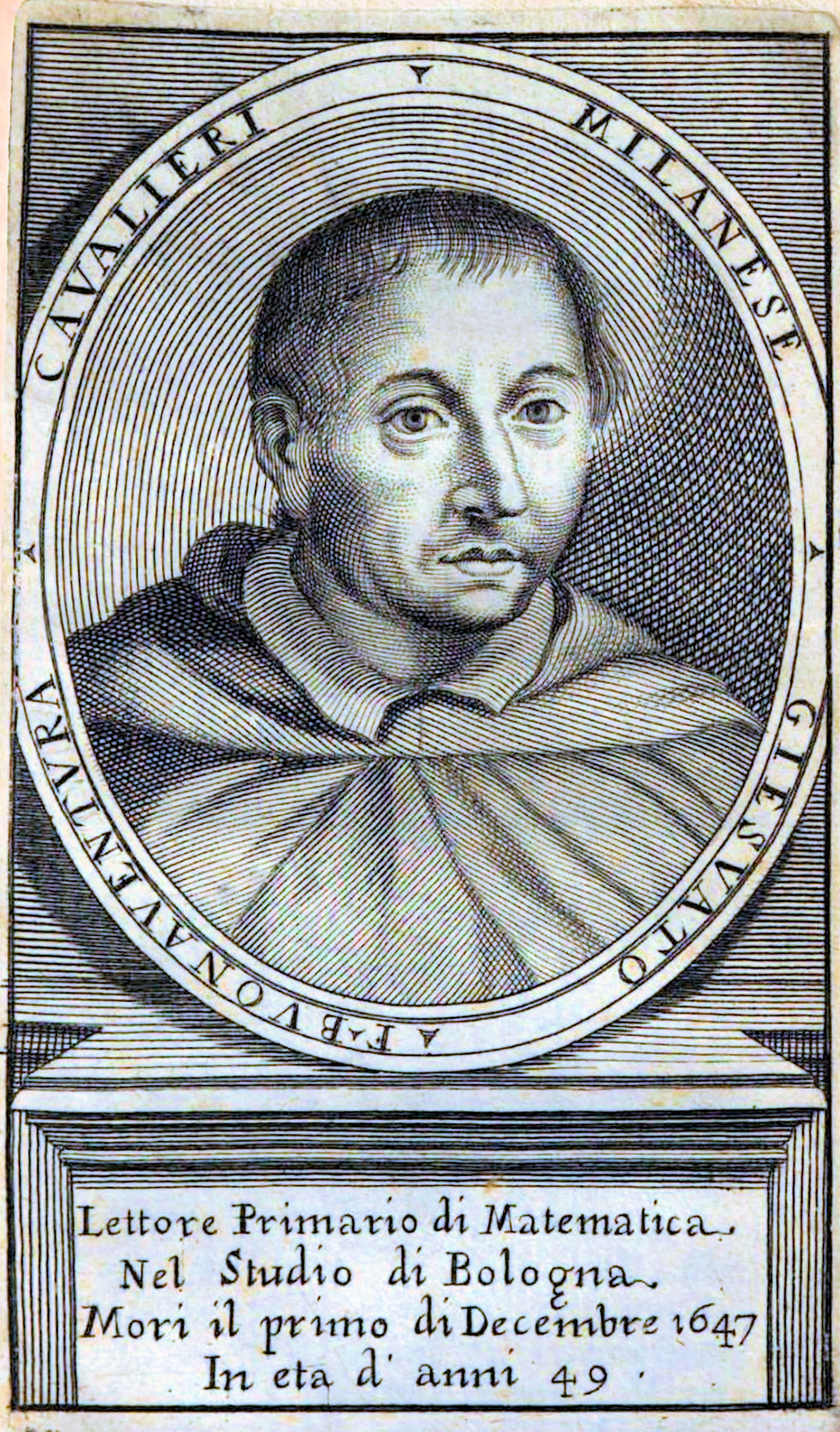
Ritratto nel Trattato della sfera, 1682

Questo monumento e quello a Carlo Ottavio Castiglioni furono restaurati nel 2015.